# Zygina razii
Zygina razii är en insektsart som beskrevs av M. Firoz Ahmed 1969. Zygina razii ingår i släktet Zygina och familjen dvärgstritar.
Artens utbredningsområde är Pakistan. Inga underarter finns listade i Catalogue of Life.